# ITunes Originals – Barenaked Ladies
iTunes Originals – Barenaked Ladies - album Barenaked Ladies z serii iTunes Originals, wydany 24 stycznia 2006 roku. Wydawnictwo, prócz piosenek grupy, zawiera także komentarze artystów dotyczące ich muzyki oraz życia prywatnego.

## Lista utworów
1. "iTunes Originals" - 0:26
2. "Celebrity" - 3:28
3. "Steve Meets Ed" - 9:27
4. "If I Had $1000000" - 4:27
5. "Recording Gordon" - 4:26
6. "Crazy" - 4:49
7. "Be My Yoko Ono" - 3:05
8. "Stepping On Pins & Needles" - 1:31
9. "Brian Wilson" - 4:44
10. "A Song About Longing" - 1:04
11. "Am I The Only One?" - 4:49
12. "Our Black & White Album" - 2:19
13. "Alternative Girlfriend" - 4:03
14. "Feeling Twitterpated" - 0:37
15. "In the Drink" - 4:44
16. "We're Doing Something Right" - 1:21
17. "It's All Been Done" - 3:19
18. "Trying to Match Wits" - 2:32
19. "One Week" - 3:29
20. "A Favourite Lyric" - 0:37
21. "Pinch Me" - 4:40
22. "For Skaggs" - 2:15
23. "For You" - 3:40
24. "Suicide Songs" - 2:03
25. "War On Drugs" - 5:32
26. "Downhill from Here" - 2:10
27. "I Can I Will I Do" - 3:06